# Liste der Kunstwerke der Stiftung Sammlung E. G. Bührle
Die Liste der Kunstwerke der Stiftung Sammlung E. G. Bührle umfasst Gemälde, Arbeiten auf Papier und Skulpturen vom Mittelalter bis zum 20. Jahrhundert. Der Grossteil der Sammlung wurde von dem Rüstungsindustriellen Emil Georg Bührle erworben und nach seinem Tod von den Erben in die Stiftung Sammlung E. G. Bührle überführt. Bei der Gründung der Stiftung 1960 umfasste die Sammlung 198 Kunstwerke. In der Folgezeit veränderte sich der Bestand durch Verkäufe, Zukäufe und weitere Schenkungen der Erben. Ab 1960 waren die Werke in einer museal genutzten Villa in der Zollikerstrasse 172 in Zürich zu sehen, seit 2021 befinden sich 203 Werke der Bührle-Stiftung als Dauerleihgabe im Kunsthaus Zürich.

## Liste der Kunstwerke der Stiftung Sammlung E.G. Bührle im Kunsthaus Zürich
Die nachfolgende Liste führt alle Kunstwerke auf, die als Dauerleihgabe im Vertrag von 2022 zwischen der Bührle-Stiftung und der Zürcher Kunstgesellschaft als Betreiberin des Kunsthauses Zürich benannt sind. Die Inventarnummern entsprechen der ursprünglichen Inventarnummer der Stiftung Bührle von 1960, spätere Zugänge schliessen sich daran an. Die mittelalterlichen Skulpturen werden im Anschluss gesondert aufgeführt und haben eine eigene Nummerierung, der ein P vorangestellt ist. Bei den mit VO gekennzeichneten Objekten handelt es sich um Kunstwerke, die von der Bührle-Stiftung zum Verkauf bestimmt sind.
| Bild                       | Künstler                                      | Titel                                                                  | Jahr                           | Medium                                               | Größe (Höhe × Breite) | Erwerb Bührle | Anmerkungen |
| -------------------------- | --------------------------------------------- | ---------------------------------------------------------------------- | ------------------------------ | ---------------------------------------------------- | --------------------- | ------------- | --- |
| urheberrechtlich geschützt | Otto Charles Bänninger                        | Emil Bührle                                                            | 1957                           | Bronze                                               | 25 cm Höhe            | 1957          | Bührle-Inventar-Nr. 185, Geschenk der Erben an die Stiftung Bührle 2015                                                                           |
|                            | Pierre Bonnard                                | Frau bei der Toilette                                                  | um 1905                        | Öl auf Karton                                        | 53 × 51,1 cm          | 1955          | Bührle-Inventar-Nr. 1 |
|                            | Pierre Bonnard                                | Ambroise Vollard                                                       | um 1904                        | Öl auf Leinwand                                      | 73 × 60 cm            | 1956          | Bührle-Inventar-Nr. 2 |
|                            | Pierre Bonnard                                | Das Mittagessen                                                        | 1899                           | Öl auf Karton                                        | 54,5 × 70,5 cm        | 1946          | Bührle-Inventar-Nr. 3 |
|                            | Pierre Bonnard                                | Place de la Concorde                                                   | um 1910                        | Öl auf Karton                                        | 47,5 × 63 cm          | 1951          | Bührle-Inventar-Nr. 4 |
|                            | Pierre Bonnard                                | Interieur                                                              | um 1905                        | Öl auf Leinwand                                      | 59,5 × 40,5 cm        | 1944          | Bührle-Inventar-Nr. 5 |
|                            | François Boucher                              | Rast am Brunnen                                                        | 1765                           | Öl auf Leinwand                                      | 35,5 × 44 cm          | 1955          | Bührle-Inventar-Nr. 122 |
|                            | Eugène Boudin                                 | Strand bei Berck                                                       | 1894                           | Öl auf Holz                                          | 22,5 × 33 cm          | 1955          | Bührle-Inventar-Nr. 6 |
|                            | Eugène Boudin                                 | Trouville, bei Ebbe                                                    | 1883/1887                      | Öl auf Holz                                          | 23,5 × 32,5 cm        | 1956          | Bührle-Inventar-Nr. 7 |
| urheberrechtlich geschützt | Georges Braque                                | Früchte auf einem Tuch                                                 | 1924                           | Öl auf Leinwand                                      | 31,5 × 65,5 cm        | 1953          | Bührle-Inventar-Nr. 8 |
| urheberrechtlich geschützt | Georges Braque                                | Violinspieler                                                          | 1912                           | Öl auf Leinwand                                      | 100 × 73 cm           | 1955          | Bührle-Inventar-Nr. 9 |
| urheberrechtlich geschützt | Georges Braque                                | Der Hafen von L’Estaque                                                | um 1906                        | Öl auf Leinwand                                      | 38 × 46 cm            | 1956          | Bührle-Inventar-Nr. 10 |
| urheberrechtlich geschützt | Georges Braque                                | Schiff in Le Havre                                                     | um 1905                        | Öl auf Leinwand                                      | 54 × 65 cm            | 1961          | Bührle-Inventar-Nr. 169, von der Bührle-Stiftung erworben                                                                                         |
|                            | Giovanni Antonio Canal                        | Der Canal Grande                                                       | 1738/1742                      | Öl auf Leinwand                                      | 121 × 152 cm          | 1953          | Bührle-Inventar-Nr. 138 |
|                            | Giovanni Antonio Canal                        | Santa Maria della Salute                                               | 1738/1742                      | Öl auf Leinwand                                      | 121 × 152 cm          | 1953          | Bührle-Inventar-Nr. 139 |
|                            | Mary Cassatt                                  | Mutter und Kind                                                        | 1893                           | Pastell auf Papier                                   | 55 × 46 cm            | 1953          | Bührle-Inventar-Nr. 11 |
|                            | Paul Cézanne                                  | Landschaft                                                             | um 1879                        | Öl auf Leinwand                                      | 54 × 73 cm            | 1953          | Bührle-Inventar-Nr. 12 |
|                            | Paul Cézanne                                  | Der Mont de Cengle                                                     | 1904/1906                      | Öl auf Leinwand                                      | 73 × 92 cm            | 1953          | Bührle-Inventar-Nr. 13 |
|                            | Paul Cézanne                                  | Der Gärtner Vallier                                                    | 1906                           | Öl auf Leinwand                                      | 65 × 54 cm            | 1954          | Bührle-Inventar-Nr. 14 |
|                            | Paul Cézanne                                  | Die Versuchung des Heiligen Antonius                                   | um 1870                        | Öl auf Leinwand                                      | 57 × 76 cm            | 1956          | Bührle-Inventar-Nr. 15 |
|                            | Paul Cézanne                                  | Madame Cézanne mit dem Fächer                                          | 1879/1888                      | Öl auf Leinwand                                      | 92 × 73 cm            | 1953          | Bührle-Inventar-Nr. 16 |
|                            | Paul Cézanne                                  | Selbstbildnis mit Palette                                              | 1890                           | Öl auf Leinwand                                      | 92 × 73 cm            | 1953          | Bührle-Inventar-Nr. 17 |
|                            | Paul Cézanne                                  | Der Knabe mit der roten Weste                                          | 1888/1890                      | Öl auf Leinwand                                      | 79,5 × 64 cm          | 1947          | Bührle-Inventar-Nr. 18 |
|                            | Paul Cézanne                                  | Fabriken beim Mont de Cengle                                           | 1867/1869                      | Öl auf Leinwand                                      | 41 × 55 cm            | 1953          | Bührle-Inventar-Nr. 175, Vermächtnis Dieter Bührle 2012                                                                                           |
|                            | Paul Cézanne                                  | Blumen und Früchte                                                     | 1872/1873                      | Öl auf Leinwand                                      | 38 × 46 cm            | 1953          | Bührle-Inventar-Nr. 176, Vermächtnis Dieter Bührle 2012                                                                                           |
| urheberrechtlich geschützt | Marc Chagall                                  | Hochzeit in Russland                                                   | 1909                           | Öl auf Leinwand                                      | 68,5 × 97,5 cm        | 1954          | Bührle-Inventar-Nr. 19 |
|                            | Théodore Chassériau                           | Die Heimführung der Verwundeten                                        | 1853                           | Öl auf Leinwand                                      | 37,5 × 51,5 cm        | 1953          | Bührle-Inventar-Nr. 123 |
|                            | Jean-Baptiste Camille Corot                   | Die vier Bäume                                                         | 1869/1870                      | Öl auf Leinwand                                      | 46 × 38 cm            | 1937          | Bührle-Inventar-Nr. 20 |
|                            | Jean-Baptiste Camille Corot                   | Lesender Mönch                                                         | um 1865                        | Öl auf Leinwand                                      | 73 × 50 cm            | 1950          | Bührle-Inventar-Nr. 21, Ersterwerbung 1942, 1948 Restitution und 1950 zweiter Kauf                                                                |
|                            | Jean-Baptiste Camille Corot                   | Das lesende Mädchen                                                    | 1845/1850                      | Öl auf Leinwand                                      | 42,5 × 32,5 cm        | 1948          | Bührle-Inventar-Nr. 22, Ersterwerbung 1942, 1948 Restitution und im selben Jahr zweiter Kauf                                                      |
|                            | Jean-Baptiste Camille Corot                   | Flusslandschaft mit Boot                                               | um 1862                        | Öl auf Leinwand                                      | 38 × 55 cm            | 1937          | Bührle-Inventar-Nr. 172, zunächst zum Verkauf bestimmt, seit 1993 Teil der Stiftungssammlung                                                      |
|                            | Gustave Courbet                               | Winterlandschaft                                                       | 1866                           | Öl auf Leinwand                                      | 73 × 92 cm            | 1951          | Bührle-Inventar-Nr. 23 |
|                            | Gustave Courbet                               | Bildnis eines Mannes                                                   | 1849/1850                      | Öl auf Leinwand                                      | 70 × 60 cm            | 1955          | Bührle-Inventar-Nr. 24 |
|                            | Gustave Courbet                               | Der Bildhauer Louis-Joseph Leboeuf                                     | 1863                           | Öl auf Leinwand                                      | 65 × 50 cm            | 1942          | Bührle-Inventar-Nr. 25, wird bis zur Klärung von Ansprüchen der Rechtsnachfolger der ehemaligen Besitzerin nicht im Kunsthaus Zürich ausgestellt. |
|                            | Gustave Courbet (Fälschung)                   | Schweinehirtin                                                         | unbekannt                      | Öl auf Leinwand                                      | 151 × 131 cm          | 1950          | Bührle-Inventar-Nr. 26 |
|                            | Aelbert Cuyp                                  | Gewitter über Dordrecht                                                | um 1645                        | Öl auf Holz                                          | 77,5 × 107 cm         | 1954          | Bührle-Inventar-Nr. 149 |
|                            | Honoré Daumier                                | Die Gratis-Vorstellung                                                 | 1843/1845                      | Öl auf Holz                                          | 55,5 × 44,5 cm        | 1954          | Bührle-Inventar-Nr. 27 |
|                            | Honoré Daumier                                | Die zwei Advokaten                                                     | 1855/1857                      | Öl auf Holz                                          | 20,5 × 26,5 cm        | 1952          | Bührle-Inventar-Nr. 28 |
|                            | Honoré Daumier                                | Raucher und Absinthtrinker                                             | 1856/1860                      | Öl auf Holz                                          | 27 × 34,5 cm          | 1948          | Bührle-Inventar-Nr. 29 |
|                            | Edgar Degas                                   | Armstudie für «Madame Camus am Piano»                                  | 1869                           | Pastell auf Papier                                   | 32,1 × 43,6 cm        | 1951          | Bührle-Inventar-Nr. 30 |
|                            | Edgar Degas                                   | Arm- und Handstudien für «Madame Camus am Piano»                       | 1869                           | Pastell auf Papier                                   | 43,5 × 32,5 cm        | 1951          | Bührle-Inventar-Nr. 31 |
|                            | Edgar Degas                                   | Madame Camus am Piano                                                  | 1869                           | Öl auf Leinwand                                      | 139 × 94 cm           | 1951          | Bührle-Inventar-Nr. 32, Ersterwerbung 1942, 1948 Restitution und 1951 zweiter Kauf                                                                |
|                            | Edgar Degas                                   | Sich trocknende Frau                                                   | 1896/1898                      | Pastell auf Papier auf Karton                        | 66 × 61 cm            | 1951          | Bührle-Inventar-Nr. 33 |
|                            | Edgar Degas                                   | Vor dem Start                                                          | 1878/1880                      | Öl auf Leinwand                                      | 39,5 × 89,5 cm        | 1949          | Bührle-Inventar-Nr. 34, Ersterwerbung 1942, 1948 Restitution und 1949 zweiter Kauf                                                                |
|                            | Edgar Degas                                   | Tänzerinnen im Foyer                                                   | um 1889                        | Öl auf Leinwand                                      | 41,5 × 92 cm          | 1951          | Bührle-Inventar-Nr. 35, Ersterwerbung 1942, 1948 Restitution und 1951 zweiter Kauf                                                                |
|                            | Edgar Degas                                   | Ludovic Lepic und seine Töchter                                        | um 1871                        | Öl auf Leinwand                                      | 65 × 81 cm            | 1954          | Bührle-Inventar-Nr. 36 |
|                            | Edgar Degas                                   | Kleine vierzehnjährige Tänzerin                                        | Original 1880/81, Guss 1932/36 | Bronze, teilweise bemalt, Baumwollrock, Seidenbändel | 98 cm Höhe            | 1954          | Bührle-Inventar-Nr. 37 |
|                            | Eugène Delacroix                              | Der Sultan von Marokko mit seinem Gefolge                              | 1862                           | Öl auf Leinwand                                      | 69,5 × 57,5 cm        | 1953          | Bührle-Inventar-Nr. 124 |
|                            | Eugène Delacroix                              | Christus auf dem See Genezareth                                        | 1853                           | Öl auf Leinwand                                      | 60 × 73 cm            | 1950          | Bührle-Inventar-Nr. 125 |
|                            | Eugène Delacroix                              | Daniel in der Löwengrube                                               | 1853                           | Öl auf Leinwand                                      | 73 × 60 cm            | 1944          | Bührle-Inventar-Nr. 126 |
|                            | Eugène Delacroix                              | Der Triumph Apollos                                                    | um 1853                        | Öl auf Leinwand                                      | 110 × 99,5 cm         | 1951          | Bührle-Inventar-Nr. 127 |
|                            | Eugène Delacroix                              | Der Triumph des Bacchus                                                | 1861/1863                      | Öl auf Leinwand                                      | 92 × 143 cm           | 1954          | Bührle-Inventar-Nr. 128 |
|                            | Eugène Delacroix                              | Der Triumph der Amphitrite                                             | 1861/1863                      | Öl auf Leinwand                                      | 92 × 143 cm           | 1954          | Bührle-Inventar-Nr. 129 |
|                            | Eugène Delacroix                              | Selbstbildnis                                                          | 1830/1835                      | Öl auf Leinwand                                      | 36 × 28 cm            | 1951          | Bührle-Inventar-Nr. 130 |
| urheberrechtlich geschützt | André Derain                                  | Interieur                                                              | um 1904                        | Öl auf Leinwand                                      | 94 × 85 cm            | 1952          | Bührle-Inventar-Nr. 39 |
|                            | Raoul Dufy                                    | Arkaden in Vallauris                                                   | 1927                           | Öl auf Leinwand                                      | 73 × 92 cm            | 1954          | Bührle-Inventar-Nr. 41 |
|                            | Raoul Dufy                                    | Jahrmarkt                                                              | um 1906                        | Öl auf Leinwand                                      | 54 × 65 cm            | 1954          | Bührle-Inventar-Nr. 42 |
|                            | Henri Fantin-Latour                           | Rosen und Lilien in einer Vase                                         | 1864                           | Öl auf Leinwand                                      | 57 × 42,5 cm          | 1952          | Bührle-Inventar-Nr. 43 |
|                            | Henri Fantin-Latour                           | Selbstbildnis mit Palette                                              | 1861                           | Öl auf Leinwand                                      | 81 × 65 cm            | 1955          | Bührle-Inventar-Nr. 44 |
|                            | Henri Fantin-Latour                           | Pfingstrosen und Pfirsiche                                             | 1873                           | Öl auf Leinwand                                      | 55 × 55 cm            | 1954          | Bührle-Inventar-Nr. 177, Vermächtnis Dieter Bührle 2012                                                                                           |
|                            | Govaert Flinck                                | Dame in orientalischem Kostüm                                          | um 1635                        | Öl auf Leinwand                                      | 79 × 66 cm            | 1946          | Bührle-Inventar-Nr. 159 |
|                            | Jean-Honoré Fragonard (zugeschrieben)         | «Hubert Robert»                                                        | unbekannt                      | Öl auf Papier auf Leinwand                           | 42,5 × 34 cm          | 1952          | Bührle-Inventar-Nr. 131 |
|                            | Paul Gauguin                                  | Idyll auf Tahiti                                                       | 1901                           | Öl auf Leinwand                                      | 74,5 × 94,5 cm        | 1952          | Bührle-Inventar-Nr. 45 |
|                            | Paul Gauguin                                  | Sonnenblumen auf einem Armsessel                                       | 1901                           | Öl auf Leinwand                                      | 68 × 75,5 cm          | 1952          | Bührle-Inventar-Nr. 46 |
|                            | Paul Gauguin                                  | Die Opfergabe                                                          | 1902                           | Öl auf Leinwand                                      | 68,5 × 78,5 cm        | 1956          | Bührle-Inventar-Nr. 47 |
|                            | Paul Gauguin                                  | Die Strasse                                                            | 1884                           | Öl auf Leinwand                                      | 46 × 38 cm            | 1937          | Bührle-Inventar-Nr. 48, 2025 Einigung auf Entschädigung mit den Rechtsnachfolgern des jüdischen Vorbesitzer Richard Semmel                        |
|                            | Paul Gauguin                                  | Stickerin (Mette Gauguin)                                              | 1880                           | Öl auf Leinwand                                      | 116 × 81 cm           | 1964          | Bührle-Inventar-Nr. 170, von der Bührle-Stiftung erworben                                                                                         |
|                            | Paul Gauguin                                  | Früchte und Messer                                                     | 1901                           | Öl auf Leinwand                                      | 66 × 75 cm            | 1953          | Bührle-Inventar-Nr. 178, Vermächtnis Dieter Bührle 2012                                                                                           |
| urheberrechtlich geschützt | Judith Gérard und andere                      | Kopie nach van Goghs Selbstbildnis für Gauguin                         | 1897/1898                      | Öl auf Leinwand                                      | 61 × 50 cm            | 1953          | Bührle-Inventar-Nr. 174, Geschenk der Erben an die Stiftung Bührle 2015                                                                           |
|                            | Théodore Géricault                            | Kampf von Hunden und Bären                                             | 1812/1816                      | Öl auf Leinwand                                      | 28 × 37 cm            | 1953          | Bührle-Inventar-Nr. 133 |
|                            | Théodore Géricault (falsche Zuschreibung)     | Pferde in der Koppel                                                   | unbekannt                      | Öl auf Leinwand                                      | 24,5 × 33 cm          | 1953          | Bührle-Inventar-Nr. 134 |
|                            | Vincent van Gogh                              | Der Sämann bei untergehender Sonne                                     | 1888                           | Öl auf Leinwand                                      | 73 × 92 cm            | 1951          | Bührle-Inventar-Nr. 49 |
|                            | Vincent van Gogh                              | Die Seine-Brücken bei Asnières                                         | 1887                           | Öl auf Leinwand                                      | 53,5 × 67 cm          | 1951          | Bührle-Inventar-Nr. 50 |
|                            | Vincent van Gogh                              | Der alte Turm                                                          | 1884                           | Öl auf Leinwand                                      | 47,5 × 55 cm          | 1945          | Bührle-Inventar-Nr. 51, wird bis zur Klärung von Ansprüchen der Rechtsnachfolger des ehemaligen Besitzers nicht im Kunsthaus Zürich ausgestellt   |
|                            | Vincent van Gogh                              | Kopf einer Bäuerin                                                     | 1885                           | Öl auf Leinwand auf Holz                             | 41 × 30,5 cm          | 1941          | Bührle-Inventar-Nr. 52 |
|                            | Vincent van Gogh                              | Blühende Kastanienzweige                                               | 1890                           | Öl auf Leinwand                                      | 73 × 92 cm            | 1951          | Bührle-Inventar-Nr. 53 |
|                            | Vincent van Gogh                              | Selbstbildnis                                                          | 1887                           | Öl auf Leinwand                                      | 47 × 35,5 cm          | 1945          | Bührle-Inventar-Nr. 54 |
|                            | Vincent van Gogh                              | Zwei Bäuerinnen                                                        | 1890                           | Öl auf Leinwand                                      | 49,3 × 64 cm          | 1949          | Bührle-Inventar-Nr. 55 |
|                            | Francisco de Goya (Werkstatt)                 | Prozession in Valencia                                                 | 1808/1812                      | Öl auf Leinwand                                      | 105,5 × 126 cm        | 1955          | Bührle-Inventar-Nr. 140 |
|                            | Jan van Goyen                                 | Flusslandschaft mit Fähre                                              | 1625                           | Öl auf Holz                                          | 42 × 65,5 cm          | 1954          | Bührle-Inventar-Nr. 150 |
|                            | Jean-Baptiste Greuze (vormalige Zuschreibung) | Laurent Pécheux                                                        | unbekannt                      | Öl auf Leinwand                                      | 73 × 60 cm            | 1941          | Bührle-Inventar-Nr. 135 |
|                            | Juan Gris                                     | Die Birne                                                              | 1919                           | Öl auf Leinwand                                      | 33 × 41 cm            | 1956          | Bührle-Inventar-Nr. 56 |
|                            | Juan Gris                                     | Karaffe, Schale und Glas                                               | 1919                           | Öl auf Leinwand                                      | 33 × 41 cm            | 1956          | Bührle-Inventar-Nr. 57 |
|                            | Francesco Guardi                              | Die Bucht von San Marco                                                | 1780/1785                      | Öl auf Leinwand                                      | 62 × 93,5 cm          | 1954          | Bührle-Inventar-Nr. 142 |
|                            | Francesco Guardi                              | Die Kreuzigung                                                         | 1740/1750                      | Öl auf Leinwand                                      | 72,5 × 55,5 cm        | 1956          | Bührle-Inventar-Nr. 143 |
|                            | Frans Hals                                    | Herrenbildnis                                                          | 1660/1666                      | Öl auf Leinwand                                      | 70 × 58,5 cm          | 1946          | Bührle-Inventar-Nr. 151 |
|                            | Meindert Hobbema                              | Landschaft mit Wirtshaus                                               | um 1665                        | Öl auf Holz                                          | 47 × 53,5 cm          | 1953          | Bührle-Inventar-Nr. 152 |
|                            | Jean-Auguste-Dominique Ingres                 | Madame J.-A.-D. Ingres, geb. Madeleine Chapelle                        | um 1814                        | Öl auf Leinwand                                      | 70 × 57 cm            | 1952          | Bührle-Inventar-Nr. 136 |
|                            | Jean-Auguste-Dominique Ingres                 | Hippolyte-François Devillers                                           | 1811                           | Öl auf Leinwand                                      | 96,5 × 78,5 cm        | 1955          | Bührle-Inventar-Nr. 137 |
|                            | Willem Kalf                                   | Nautilusschale                                                         | um 1660                        | Öl auf Leinwand                                      | 66,5 × 55 cm          | 1955          | Bührle-Inventar-Nr. 153 |
| urheberrechtlich geschützt | Oskar Kokoschka                               | Emil Bührle                                                            | 1951/1952                      | Öl auf Leinwand                                      | 125 × 90 cm           | 1952          | Bührle-Inventar-Nr. 179, Vermächtnis Dieter Bührle 2012                                                                                           |
|                            | Philips de Koninck                            | Landschaft mit rastendem Wanderer                                      | 1665                           | Öl auf Leinwand                                      | 65,5 × 94,5 cm        | 1948          | Bührle-Inventar-Nr. 178 |
|                            | Édouard Manet                                 | Im Garten der Villa Bellevue                                           | 1880                           | Öl auf Leinwand                                      | 91 × 70 cm            | 1951          | Bührle-Inventar-Nr. 58 |
|                            | Édouard Manet                                 | Die Schwalben                                                          | 1873                           | Öl auf Leinwand                                      | 65 × 81 cm            | 1953          | Bührle-Inventar-Nr. 59 |
|                            | Édouard Manet                                 | Die Bucht von Arcachon                                                 | 1871                           | Öl auf Leinwand                                      | 37 × 56 cm            | 1951          | Bührle-Inventar-Nr. 60 |
|                            | Édouard Manet                                 | Der Uhu                                                                | 1881                           | Öl auf Leinwand                                      | 97 × 64 cm            | 1955          | Bührle-Inventar-Nr. 61 |
|                            | Édouard Manet                                 | Junge Frau in orientalischem Gewand                                    | um 1871                        | Öl auf Leinwand                                      | 96 × 74,5 cm          | 1953          | Bührle-Inventar-Nr. 62, 2025 Einigung auf Entschädigung mit den Rechtsnachfolgern des jüdischen Vorbesitzer Max Silberberg                        |
|                            | Édouard Manet                                 | Der Selbstmörder                                                       | um 1877                        | Öl auf Leinwand                                      | 38 × 46 cm            | 1948          | Bührle-Inventar-Nr. 63 |
|                            | Édouard Manet                                 | Oloron-Sainte-Marie                                                    | 1871                           | Öl auf Leinwand                                      | 42,5 × 62,5 cm        | 1949          | Bührle-Inventar-Nr. 64 |
|                            | Édouard Manet                                 | Die Toilette                                                           | um 1881                        | Pastell auf Leinwand                                 | 55 × 46 cm            | 1951          | Bührle-Inventar-Nr. 65, Ersterwerbung 1942, 1948 Restitution und 1951 zweiter Kauf                                                                |
|                            | Albert Marquet                                | Le Havre                                                               | 1906                           | Öl auf Leinwand                                      | 65 × 81 cm            | 1944          | Bührle-Inventar-Nr. 171, zunächst zum Verkauf bestimmt, seit 1965 Teil der Stiftungssammlung                                                      |
| urheberrechtlich geschützt | Henri Matisse                                 | Der Pont Saint-Michel, Paris, bei Schnee                               | 1897                           | Öl auf Leinwand                                      | 60 × 73 cm            | 1954          | Bührle-Inventar-Nr. 67 |
| urheberrechtlich geschützt | Henri Matisse (Fälschung)                     | Stillleben                                                             | unbekannt                      | Öl auf Leinwand                                      | 65 × 81 cm            | 1955          | Bührle-Inventar-Nr. 68 |
|                            | Amedeo Modigliani                             | Liegender Akt                                                          | 1916                           | Öl auf Leinwand                                      | 65,5 × 87 cm          | 1951          | Bührle-Inventar-Nr. 69 |
|                            | Amedeo Modigliani                             | Dr. Louis Devraigne                                                    | 1915                           | Öl auf Leinwand                                      | 61 × 50 cm            | 1953          | Bührle-Inventar-Nr. 70 |
|                            | Claude Monet                                  | Mohnblumenfeld bei Vétheuil                                            | um 1879                        | Öl auf Leinwand                                      | 73 × 92 cm            | 1941          | Bührle-Inventar-Nr. 71 |
|                            | Claude Monet                                  | Monets Garten in Giverny                                               | 1895                           | Öl auf Leinwand                                      | 81,5 × 92 cm          | 1941          | Bührle-Inventar-Nr. 72, wird bis zur Klärung von Ansprüchen der Rechtsnachfolger des ehemaligen Besitzers nicht im Kunsthaus Zürich ausgestellt   |
|                            | Claude Monet                                  | Seerosenteich mit grüner Spiegelung                                    | 1920/1926                      | Öl auf Leinwand                                      | 200 × 425 cm          | 1952          | Bührle-Inventar-Nr. 73 |
|                            | Claude Monet                                  | Waterloo Bridge, London, in der Sonne                                  | 1899/1901                      | Öl auf Leinwand                                      | 65 × 100 cm           | 1942          | Bührle-Inventar-Nr. 74 |
|                            | Claude Monet                                  | Das Nachtessen                                                         | 1868/1869                      | Öl auf Leinwand                                      | 50 × 65 cm            | 1944          | Bührle-Inventar-Nr. 75 |
|                            | Claude Monet                                  | Mohnblumenfeld                                                         | 1880                           | Öl auf Leinwand                                      | 73 × 60 cm            | 1937          | Bührle-Inventar-Nr. 180, Vermächtnis Dieter Bührle 2012                                                                                           |
|                            | Berthe Morisot                                | Junge Frau auf einer Chaiselongue                                      | 1889                           | Öl auf Leinwand                                      | 60 × 73 cm            | 1952          | Bührle-Inventar-Nr. 76 |
|                            | Jacob Ochtervelt                              | Die Backgammon-Spieler                                                 | 1667/1669                      | Öl auf Holz                                          | 59 × 46,5 cm          | 1955          | Bührle-Inventar-Nr. 155 |
|                            | Joachim Patinir (fraglich)                    | Taufe Christi und Johannespredigt                                      | um 1520                        | Öl auf Holz                                          | 33 × 46 cm            | 1954          | Bührle-Inventar-Nr. 156 |
|                            | Joachim Patinir (zugeschrieben)               | Taufe Christi und Johannespredigt                                      | um 1520                        | Öl auf Holz                                          | 29 × 38,5 cm          | 1948          | Bührle-Inventar-Nr. 157 |
| urheberrechtlich geschützt | Pablo Picasso                                 | Blumen und Zitronen                                                    | 1941                           | Öl auf Leinwand                                      | 92 × 73 cm            | 1953          | Bührle-Inventar-Nr. 77 |
| urheberrechtlich geschützt | Pablo Picasso                                 | Die Italienerin                                                        | 1917                           | Öl auf Leinwand                                      | 149 × 101,5 cm        | 1954          | Bührle-Inventar-Nr. 78 |
| urheberrechtlich geschützt | Pablo Picasso                                 | Gustave Coquiot                                                        | 1901                           | Öl auf Karton                                        | 46 × 37 cm            | 1953          | Bührle-Inventar-Nr. 79 |
| urheberrechtlich geschützt | Pablo Picasso                                 | Vor der Kirche                                                         | 1901/1902                      | Öl auf Leinwand                                      | 46 × 55 cm            | 1953          | Bührle-Inventar-Nr. 80 |
| urheberrechtlich geschützt | Pablo Picasso                                 | Barcelona in der Nacht                                                 | 1903                           | Öl auf Leinwand                                      | 67 × 50 cm            | 1955          | Bührle-Inventar-Nr. 181, Vermächtnis Dieter Bührle 2012                                                                                           |
|                            | Camille Pissarro                              | Die Strasse nach Osny in Pontoise, bei Reif                            | 1873                           | Öl auf Leinwand                                      | 50 × 65 cm            | 1953          | Bührle-Inventar-Nr. 118 |
|                            | Camille Pissarro                              | Die Wollkämmerin                                                       | 1875                           | Öl auf Leinwand                                      | 56 × 47 cm            | 1954          | Bührle-Inventar-Nr. 119 |
|                            | Camille Pissarro                              | Das Gespräch, Louveciennes                                             | 1870                           | Öl auf Leinwand                                      | 100 × 81 cm           | 1953          | Bührle-Inventar-Nr. 121 |
|                            | Camille Pissarro                              | Die Strasse nach Versailles, Louveciennes, bei Schnee                  | um 1870                        | Öl auf Leinwand                                      | 43,5 × 65,5 cm        | 2002          | Bührle-Inventar-Nr. 173, von der Bührle-Stiftung erworben                                                                                         |
|                            | Camille Pissarro                              | Blick auf das Dorf Marly-le-Roi                                        | 1870                           | Öl auf Leinwand                                      | 46 × 71 cm            | 1954          | Bührle-Inventar-Nr. 182, Vermächtnis Dieter Bührle 2012                                                                                           |
|                            | Pierre Puvis de Chavannes                     | Concordia (Studie)                                                     | 1859/1861                      | Öl auf Leinwand                                      | 76,5 × 95,5 cm        | 1956          | Bührle-Inventar-Nr. 81 |
|                            | Pierre Puvis de Chavannes                     | Der verlorene Sohn                                                     | 1879                           | Öl auf Holz                                          | 130 × 96 cm           | 1953          | Bührle-Inventar-Nr. 82 |
|                            | Odilon Redon                                  | Der Sturz des Phaëton                                                  | um 1910                        | Öl auf Papier                                        | 40 × 48 cm            | 1953          | Bührle-Inventar-Nr. 83 |
|                            | Odilon Redon                                  | Kalvarienberg                                                          | um 1895                        | Pastell auf Papier                                   | 69 × 53 cm            | 1953          | Bührle-Inventar-Nr. 84 |
|                            | Rembrandt (bezeichnet)                        | Jagdstillleben mit Rohrdommel                                          | unbekannt                      | Öl auf Leinwand                                      | 120 × 91,5 cm         | 1954          | Bührle-Inventar-Nr. 188 |
|                            | Rembrandt van Rijn (fälschliche Zuschreibung) | Selbstbildnis Rembrandt                                                | unbekannt                      | Öl auf Leinwand                                      | 77 × 64 cm            | 1946          | Bührle-Inventar-Nr. VO.20, kategorisiert als zu verkaufendes Werk                                                                                 |
|                            | Pierre-Auguste Renoir                         | Fasan und Rebhuhn                                                      | um 1880                        | Öl auf Leinwand                                      | 40,5 × 65 cm          | 1954          | Bührle-Inventar-Nr. 85 |
|                            | Pierre-Auguste Renoir                         | Alfred Sisley                                                          | 1864                           | Öl auf Leinwand                                      | 81 × 65 cm            | 1955          | Bührle-Inventar-Nr. 86 |
|                            | Pierre-Auguste Renoir                         | Die Quelle                                                             | 1906                           | Öl auf Leinwand                                      | 92 × 73 cm            | 1941          | Bührle-Inventar-Nr. 87 |
|                            | Pierre-Auguste Renoir                         | Dahlien                                                                | 1885/1890                      | Öl auf Leinwand                                      | 65 × 54 cm            | 1954          | Bührle-Inventar-Nr. 88 |
|                            | Pierre-Auguste Renoir                         | Zwei Mädchen                                                           | 1893                           | Öl auf Leinwand                                      | 65 × 54 cm            | 1953          | Bührle-Inventar-Nr. 89 |
|                            | Pierre-Auguste Renoir                         | Irène Cahen d’Anvers (Die kleine Irene)                                | 1880                           | Öl auf Leinwand                                      | 65 × 54 cm            | 1949          | Bührle-Inventar-Nr. 90 |
| urheberrechtlich geschützt | Georges Rouault                               | Das Paar in der Loge                                                   | 1905                           | Gouache auf Papier auf Holz                          | 96,5 × 79,5 cm        | 1951          | Bührle-Inventar-Nr. 91 |
| urheberrechtlich geschützt | Georges Rouault                               | Clown am Tisch                                                         | um 1937                        | Öl auf Karton                                        | 34 × 50 cm            | 1953          | Bührle-Inventar-Nr. 92 |
| urheberrechtlich geschützt | Georges Rouault                               | Reiter in der Dämmerung                                                | um 1920                        | Öl auf Papier auf Leinwand                           | 71 × 107 cm           | 1955          | Bührle-Inventar-Nr. 93 |
|                            | Peter Paul Rubens                             | Der Heilige Augustin                                                   | 1620                           | Öl auf Holz                                          | 48 × 63,5 cm          | 1953          | Bührle-Inventar-Nr. 160 |
|                            | Salomon van Ruysdael                          | Blick auf Rhenen                                                       | 1651                           | Öl auf Holz                                          | 43,5 × 54 cm          | 1953          | Bührle-Inventar-Nr. 162 |
|                            | Salomon van Ruysdael                          | Flussufer mit Dorf                                                     | 1645 ?                         | Öl auf Holz                                          | 64 × 93 cm            | 1954          | Bührle-Inventar-Nr. 163 |
|                            | Pieter Jansz. Saenredam                       | Das Innere von St. Bavo in Haarlem                                     | 1636                           | Öl auf Holz                                          | 43 × 37 cm            | 1945          | Bührle-Inventar-Nr. 164 |
|                            | Georges Seurat                                | La Grande-Jatte (Studie)                                               | 1884/1885                      | Öl auf Holz                                          | 15,6 × 25,5 cm        | 1951          | Bührle-Inventar-Nr. 94 |
|                            | Georges Seurat                                | La Parade (Studie)                                                     | 1887                           | Öl auf Holz                                          | 16,5 × 26 cm          | 1951          | Bührle-Inventar-Nr. 95 |
|                            | Paul Signac                                   | Die Hutmacherinnen                                                     | 1885/1886                      | Öl auf Leinwand                                      | 116 × 89 cm           | 1954          | Bührle-Inventar-Nr. 96 |
|                            | Paul Signac                                   | Canal della Giudecca, Morgen (Santa Maria della Salute)                | 1905                           | Öl auf Leinwand                                      | 65 × 81 cm            | 1951          | Bührle-Inventar-Nr. 97 |
|                            | Alfred Sisley                                 | Saint-Mammès während des Streiks am 14. Juli                           | um 1885                        | Öl auf Leinwand                                      | 38 × 55 cm            | 1955          | Bührle-Inventar-Nr. 98 |
|                            | Alfred Sisley                                 | Die Strasse entlang der Pferdetränke von Marly-le-Roi bei Schneewetter | 1875                           | Öl auf Leinwand                                      | 46 × 55 cm            | 1953          | Bührle-Inventar-Nr. 99 |
|                            | Alfred Sisley                                 | Sommer bei Argenteuil (Sommer bei Bougival)                            | 1876                           | Öl auf Leinwand                                      | 47 × 62 cm            | 1948          | Bührle-Inventar-Nr. 100, Ersterwerbung 1942, 1948 Restitution und 1950 zweiter Kauf                                                               |
|                            | Alfred Sisley                                 | Regatta in Hampton Court                                               | 1874                           | Öl auf Leinwand                                      | 46 × 81 cm            | 1947          | Bührle-Inventar-Nr. 183, Vermächtnis Dieter Bührle 2012                                                                                           |
|                            | Chaim Soutine                                 | Zwei Fasane                                                            | 1924/1925                      | Öl auf Leinwand                                      | 50 × 61 cm            | 1955          | Bührle-Inventar-Nr. 101 |
|                            | Chaim Soutine                                 | Damenbildnis                                                           | um 1928                        | Öl auf Leinwand                                      | 73 × 60 cm            | 1955          | Bührle-Inventar-Nr. 102 |
|                            | Jan Steen                                     | Die Zeitungsleser                                                      | 1660/1670                      | Öl auf Holz                                          | 34,5 × 44,5 cm        | 1955          | Bührle-Inventar-Nr. 165 |
|                            | Bernardo Strozzi                              | Die Heilige Katharina von Alexandrien                                  | 1618/1620                      | Öl auf Leinwand                                      | 165 × 130 cm          | 1956          | Bührle-Inventar-Nr. 144 |
|                            | David Teniers der Jüngere                     | Dorfkirmes                                                             | 1646                           | Öl auf Holz                                          | 57 × 79 cm            | 1953          | Bührle-Inventar-Nr. 166 |
|                            | Gerard ter Borch                              | Der Besuch                                                             | um 1660                        | Öl auf Leinwand                                      | 91,5 × 107 cm         | 1955          | Bührle-Inventar-Nr. 167 |
|                            | Jorge Manuel Theotokopoulos                   | Geburt Mariä                                                           | 1608/1620                      | Öl auf Leinwand                                      | 62 × 36 cm            | 1956          | Bührle-Inventar-Nr. 141 |
|                            | Giambattista Tiepolo                          | Das Bad der Diana                                                      | 1743/1744                      | Öl auf Leinwand                                      | 79 × 90 cm            | 1956          | Bührle-Inventar-Nr. 145 |
|                            | Jacopo Tintoretto (Werkstatt)                 | Die Kreuztragung                                                       | 1585/1590                      | Öl auf Leinwand                                      | 149 × 125 cm          | 1954          | Bührle-Inventar-Nr. 146 |
|                            | Henri de Toulouse-Lautrec                     | Messaline                                                              | 1900/1901                      | Öl auf Leinwand                                      | 92 × 68 cm            | 1951          | Bührle-Inventar-Nr. 103 |
|                            | Henri de Toulouse-Lautrec                     | François Gauzi                                                         | 1886                           | Öl auf Leinwand                                      | 46 × 38 cm            | 1948          | Bührle-Inventar-Nr. 104 |
|                            | Henri de Toulouse-Lautrec                     | Georges-Henri Manuel                                                   | 1891                           | Pastell auf Karton                                   | 88 × 51 cm            | 1942          | Bührle-Inventar-Nr. 105, wird bis zur Klärung von Ansprüchen der Rechtsnachfolger des ehemaligen Besitzers nicht im Kunsthaus Zürich ausgestellt  |
|                            | Henri de Toulouse-Lautrec                     | Zwei Freundinnen                                                       | 1895                           | Öl auf Karton                                        | 64,5 × 84 cm          | 1954          | Bührle-Inventar-Nr. 106 |
|                            | Henri de Toulouse-Lautrec                     | Confettis                                                              | 1893                           | Öl auf Leinwand                                      | 55,5 × 43 cm          | 1952          | Bührle-Inventar-Nr. 107 |
|                            | Henri de Toulouse-Lautrec                     | Im Bett                                                                | 1892                           | Gouache auf Karton                                   | 53 × 34 cm            | 1952          | Bührle-Inventar-Nr. 184, Vermächtnis Dieter Bührle 2012                                                                                           |
|                            | unbekannt (Niederlande)                       | Kalvarienberg                                                          | um 1420                        | Tempera auf Holz                                     | 58 × 45,3 cm          | 1954          | Bührle-Inventar-Nr. 147 |
|                            | unbekannt (Österreich)                        | Kreuzigung Christi                                                     | um 1340                        | Tempera auf Holz                                     | 33 × 24 cm            | 1954          | Bührle-Inventar-Nr. 148 |
| urheberrechtlich geschützt | Maurice Utrillo                               | Porte Saint-Martin, Paris                                              | um 1910                        | Öl auf Karton                                        | 60 × 73 cm            | 1938          | Bührle-Inventar-Nr. 108 |
| urheberrechtlich geschützt | Maurice Utrillo                               | La Butte Pinson                                                        | um 1905                        | Öl auf Leinwand                                      | 38 × 46 cm            | 1944          | Bührle-Inventar-Nr. 109 |
|                            | François-André Vincent                        | Junge Frau mit Turban                                                  | um 1774                        | Öl auf Leinwand                                      | 56 cm ø               | 1948          | Bührle-Inventar-Nr. 132 |
| urheberrechtlich geschützt | Maurice de Vlaminck                           | Lastschiff auf der Seine bei Le Pecq                                   | 1906                           | Öl auf Leinwand                                      | 65 × 92 cm            | 1944          | Bührle-Inventar-Nr. 110 |
| urheberrechtlich geschützt | Maurice de Vlaminck                           | Orangen                                                                | 1907/1908                      | Öl auf Leinwand                                      | 44,5 × 54 cm          | 1954          | Bührle-Inventar-Nr. 111 |
| urheberrechtlich geschützt | Maurice de Vlaminck                           | Die Fabrik                                                             | 1904                           | Öl auf Leinwand                                      | 65 × 81 cm            | 1952          | Bührle-Inventar-Nr. 112 |
|                            | Édouard Vuillard                              | Der Zauberer                                                           | um 1895                        | Öl auf Karton                                        | 49 × 39 cm            | 1955          | Bührle-Inventar-Nr. 113 |
|                            | Édouard Vuillard                              | Der Salon Natanson                                                     | 1897/1898                      | Öl auf Papier auf Holz                               | 45,5 × 51,5 cm        | 1952          | Bührle-Inventar-Nr. 114 |
|                            | Édouard Vuillard                              | Selbstbildnis                                                          | um 1906                        | Öl auf Karton/Leinwand                               | 48,5 × 48,5 cm        | 1954          | Bührle-Inventar-Nr. 116 |
|                            | Édouard Vuillard                              | Die Besucherin                                                         | um 1900                        | Öl auf Papier/Leinwand                               | 59,5 × 51 cm          | 1948          | Bührle-Inventar-Nr. 117 |
|                            | Emanuel de Witte                              | Inneres der Oude Kerk in Amsterdam                                     | um 1685                        | Öl auf Holz                                          | 54,5 × 45 cm          | 1953          | Bührle-Inventar-Nr. 168 |

## Liste der mittelalterlichen Skulpturen der Stiftung Sammlung E.G. Bührle im Kunsthaus Zürich
| Bild  | Künstler                                | Titel                                  | Jahr                       | Medium           | Größe (Höhe)      | Erwerb Bührle | Anmerkungen                                                       |
| ----- | --------------------------------------- | -------------------------------------- | -------------------------- | ---------------- | ----------------- | ------------- | ----------------------------------------------------------------- |
| fehlt | unbekannt (Mittelrhein)                 | Stehende Muttergottes mit Taube        | um 1300                    | Lindenholz       | 75 cm             | 1955          | Bührle-Inventar-Nr. P2                                            |
| fehlt | unbekannt (Bayern/Österreich)           | Vesperbild                             | um 1400                    | Lindenholz       | 78 cm             | 1953          | Bührle-Inventar-Nr. P3                                            |
| fehlt | unbekannt (Auvergne)                    | Thronende Muttergottes                 | 2. Hälfte 12. Jahrhundert  | Nussbaumholz     | 68 cm             | 1952          | Bührle-Inventar-Nr. P4                                            |
| fehlt | unbekannt (Auvergne)                    | Hl. Michael mit dem Drachen            | Mitte 12. Jahrhundert      | Holz             | 66,5 cm           | 1956          | Bührle-Inventar-Nr. P5                                            |
| fehlt | unbekannt (Böhmen)                      | Stehende Muttergottes                  | um 1350                    | Sandstein        | 174 cm            | 1954          | Bührle-Inventar-Nr. P6                                            |
| fehlt | unbekannt (Oberösterreich)              | Beweinung Christi                      | um 1500                    | Lindenholzrelief | 120 cm            | 1954          | Bührle-Inventar-Nr. P10                                           |
| fehlt | unbekannt (Schwaben (Ulm?))             | Hl. Barbara                            | 1470/75                    | Lindenholz       | 128 cm            | 1954          | Bührle-Inventar-Nr. P11                                           |
| fehlt | Werkstatt Niklaus Weckmann              | Heilige Sippe                          | um 1515                    | Lindenholz       | 160 × 110 × 29 cm | 1955          | Bührle-Inventar-Nr. P12                                           |
| fehlt | unbekannt (Oberbayern)                  | Thronende Muttergottes mit Engeln      | um 1490                    | Lindenholz       | 119 cm            | 1953          | Bührle-Inventar-Nr. P13                                           |
| fehlt | unbekannt (Oberschwaben)                | Schutzmantelmadonna                    | um 1500                    | Lindenholz       | 115 cm            | 1954          | Bührle-Inventar-Nr. P14                                           |
| fehlt | unbekannt (Bern oder Freiburg)          | Vesperbild                             | um 1340                    | Pappelholz       | 164 cm            | 1955          | Bührle-Inventar-Nr. P15                                           |
| fehlt | unbekannt (Thüringen)                   | Stehende Muttergottes                  | Anfang 15. Jahrhundert     | Pappelholz       | 207 cm            | 1952          | Bührle-Inventar-Nr. P16                                           |
| fehlt | unbekannt (Oberrhein (Österreich?))     | Auferstehungs-Christus                 | Ende 15. Jahrhundert       | Lindenholz       | 106 cm            | 1955          | Bührle-Inventar-Nr. P17                                           |
| fehlt | Umkreis Niklaus Weckmann                | Hl. Genovefa (?)                       | Anfang 16. Jahrhundert     | Lindenholz       | 118 cm            | 1954          | Bührle-Inventar-Nr. P18                                           |
| fehlt | Umkreis Niklaus Weckmann                | Hl. Sebastian                          | Anfang 16. Jahrhundert     | Lindenholz       | 115 cm            | 1954          | Bührle-Inventar-Nr. P19                                           |
| fehlt | unbekannt (Ulm)                         | Stehende Muttergottes                  | um 1470                    | Holz             | 138 cm            | 1952          | Bührle-Inventar-Nr. P20                                           |
| fehlt | Franken, Umkreis Tilman Riemenschneider | Hl. Bischof                            | 1520/1530                  | Lindenholz       | 112 cm            | 1955          | Bührle-Inventar-Nr. P21                                           |
| fehlt | unbekannt (Süddeutschland (?))          | Muttergottes auf dem Evangelistenthron | Ende 15. Jahrhundert       | Lindenholz       | 89,5 cm           | 1954          | Bührle-Inventar-Nr. P24                                           |
| fehlt | unbekannt (Steiermark)                  | Heiliger Ritter (Heiliger Wenzel?)     | um 1400                    | Lindenholz       | 121 cm            | 1955          | Bührle-Inventar-Nr. P25                                           |
| fehlt | unbekannt (Bayern (Chiemgau))           | Hl. Barbara                            | um 1420                    | Lindenholz       | 67 cm             | 1955          | Bührle-Inventar-Nr. P26                                           |
| fehlt | unbekannt (Flandern)                    | Die Anbetung der Hirten                | um 1500                    | Holz             | 146 cm            | 1953          | Bührle-Inventar-Nr. P27                                           |
| fehlt | unbekannt (Oberbayern (München?))       | Vesperbild                             | Ende 15. Jahrhundert       | Lindenholz       | 100 cm            | 1954          | Bührle-Inventar-Nr. P28                                           |
| fehlt | unbekannt (Niederbayern)                | Stehende Muttergottes                  | um 1400                    | Holz             | 133 cm            | 1952          | Bührle-Inventar-Nr. P29                                           |
| fehlt | unbekannt (Ostfrankreich)               | Stehende Muttergottes                  | 3. Viertel 14. Jahrhundert | Eichenholz       | 67 cm             | 1956          | Bührle-Inventar-Nr. P30                                           |
| fehlt | unbekannt (Süddeutsch)                  | Pietà                                  | um 1350                    | Lindenholz       | 116 cm            | 1955          | Bührle-Inventar-Nr. VO.P2, kategorisiert als zu verkaufendes Werk |

## Liste der von der Stiftung Sammlung E.G. Bührle verkauften Kunstwerke
Die Stiftung Bührle hat immer wieder Kunstwerke aus ihrem Besitz verkauft. Bei ihrer Gründung erhielt die Stiftung von den Erben 27 Kunstwerke, die für den Verkauf bestimmt waren, um mit den Erlösen die Unterhaltskosten der Stiftung abzudecken. Hiervon sind 23 Werke verkauft worden, zwei wurden in den Sammlungsbestand überführt, zwei weitere Werke – das fälschlicherweise Rembrandt zugeschriebene Selbstbildnis und eine süddeutsche Skulptur Pietà – sind weiterhin mögliche Verkaufsobjekte. Darüber hinaus verkaufte die Stiftung weitere Gemälde Skulpturen und Gemälde, die ursprünglich nicht zum Verkauf vorgesehen waren. Diese Werke sind in der nachfolgenden Liste mit der Inventarnummer der Stiftung angegeben. Den ursprünglich zum Verkauf vorgesehenen Werken ist ein VO (Verkaufsobjekt) vorangestellt.
| Bild                       | Künstler                          | Titel                                     | Jahr                      | Medium                 | Größe (Höhe × Breite / Höhe) | Erwerb Bührle | Verkauf, Anmerkungen                                                                                 |
| -------------------------- | --------------------------------- | ----------------------------------------- | ------------------------- | ---------------------- | ---------------------------- | ------------- | --- |
| fehlt                      | Juan Gris                         | Früchte und Krug                          | 1923                      | Öl auf Leinwand        | 53 × 51,1 cm                 | 1956          | Bührle-Inventar-Nr. VO.11, verkauft am 6. November 1959                                              |
|                            | Pierre Bonnard                    | Das Atelier des Malers                    | 1905                      | Öl auf Holz            | 45 × 42,5 cm                 | 1954          | Bührle-Inventar-Nr. VO.1, verkauft am 13. September 1960, heute Museum of Fine Arts, Houston         |
| fehlt                      | Eugène Delacroix                  | Der Hufschmied                            | 1852/1853                 | Öl auf Karton          | 50 × 61 cm                   | 1953          | Bührle-Inventar-Nr. VO.8, verkauft am 13. September 1960                                             |
| fehlt                      | Johan Barthold Jongkind           | Hafen                                     | 1865                      | Öl auf Leinwand        | 58 × 82 cm                   | 1952          | Bührle-Inventar-Nr. VO.18, verkauft am 13. September 1960                                            |
| fehlt                      | Eugène Boudin                     | Hafen von Kerhor                          | 1872                      | Öl auf Leinwand        | 40,5 × 65,5 cm               | 1953          | Bührle-Inventar-Nr. VO.4, verkauft am 17. Januar 1962                                                |
| fehlt                      | Pierre Bonnard                    | Die Mütter                                | 1894                      | Öl auf Holz            | 35 × 27 cm                   | 1953          | Bührle-Inventar-Nr. VO.2, verkauft am 16. August 1962                                                |
| fehlt                      | unbekannt (Schwaben)              | Thronende Muttergottes mit Engeln         | um 1490                   | Lindenholz             | 119 cm Höhe                  | 1953          | Bührle-Inventar-Nr. VO.P1, verkauft 1962                                                             |
| fehlt                      | unbekannt (Oberrhein)             | Heiliger Christophorus                    | um 1480                   | Lindenholz             | 82 cm Höhe                   | 1953          | Bührle-Inventar-Nr. VO.P5, verkauft 1962                                                             |
| fehlt                      | unbekannt (Salzburg)              | Muttergottes auf der Mondsichel           | um 1420                   | Holz                   | 107 cm Höhe                  | 1953          | Bührle-Inventar-Nr. P22, verkauft 1962, heute Badisches Landesmuseum, Karlsruhe                      |
| fehlt                      | unbekannt (Süddeutschland)        | Johannes der Täufer                       | Anfang 15. Jahrhundert    | Holz                   | 87 cm Höhe                   | 1953          | Bührle-Inventar-Nr. P23, verkauft 1962, heute Badisches Landesmuseum, Karlsruhe                      |
|                            | Amedeo Modigliani                 | Liegender Akt                             | um 1918                   | Öl auf Leinwand        | 73 × 116 cm                  | 1953          | Bührle-Inventar-Nr. VO.15, verkauft am 30. Januar 1963, heute Galleria Nazionale d’Arte Moderna, Rom |
| fehlt                      | unbekannt (Spanien)               | Thronende Muttergottes                    | um 1300                   | Holz                   | 139 cm Höhe                  | 1953          | Bührle-Inventar-Nr. VO.P6, verkauft 15. März 1963                                                    |
|                            | Paul Gauguin                      | Junge Frau im Gras liegend                | 1884                      | Öl auf Leinwand        | 73 × 60 cm                   | 1943          | Bührle-Inventar-Nr. VO.10, verkauft 25. September 1963                                               |
| fehlt                      | Eugène Boudin                     | Strand bei Etaples                        | 1891                      | Öl auf Leinwand        | 37 × 58,5 cm                 | 1947          | Bührle-Inventar-Nr. VO.3, verkauft im März 1964                                                      |
| fehlt                      | unbekannt (Schwaben)              | Thronender Christus mit Weltkugel         | um 1360                   | Holz                   | 64 cm Höhe                   | 1952          | Bührle-Inventar-Nr. VO.P7, verkauft 5. Oktober 1964                                                  |
| fehlt                      | Joseph Götsch (zugeschrieben)     | Heilige Theresa                           | unbekannt                 | Holz                   | 101 cm Höhe                  | 1954          | Bührle-Inventar-Nr. P1, verkauft 5. Oktober 1964                                                     |
| fehlt                      | Niklaus Weckmann (Werkstatt)      | Stehende Muttergottes                     | Ende 15. Jahrhundert      | Holz                   | 139 cm Höhe                  | 1952          | Bührle-Inventar-Nr. P7, verkauft 5. Oktober 1964                                                     |
| fehlt                      | Justus Glesker                    | Johannes der Evangelist                   | Mitte 17. Jahrhundert     | Holz                   | 50 cm Höhe                   | 1956          | Bührle-Inventar-Nr. P8, verkauft 5. Oktober 1964                                                     |
| fehlt                      | unbekannt (Lothringen ?)          | Thronende Muttergottes                    | 1. Hälfte 13. Jahrhundert | Lindenholz             | 79 cm Höhe                   | 1956          | Bührle-Inventar-Nr. P9, verkauft 5. Oktober 1964                                                     |
|                            | Gustave Courbet                   | Schloss Chillon                           | 1874                      | Öl auf Leinwand        | 89 × 116 cm                  | 1952          | Bührle-Inventar-Nr. VO.7, verkauft 1964                                                              |
| urheberrechtlich geschützt | André Derain                      | Blumenvase                                | um 1910                   | Öl auf Leinwand        | 45 × 35 cm                   | 1948          | Bührle-Inventar-Nr. VO.9, verkauft 1964                                                              |
|                            | David Teniers der Jüngere         | Dudelsackpfeifer                          | 1649                      | Öl auf Karton          | 55 × 48 cm                   | 1954          | Bührle-Inventar-Nr. VO.17, verkauft 1964, heute Yale University Art Gallery, New Haven               |
| fehlt                      | Peter Paul Rubens (zugeschrieben) | Reiterschlacht                            | unbekannt                 | Öl auf Holz            | 172,5 × 261 cm               | 1956          | Bührle-Inventar-Nr. 161, verkauft 1970                                                               |
|                            | Gustave Courbet                   | Die Welle                                 | 1870                      | Öl auf Leinwand        | 65 × 81 cm                   | 1941          | Bührle-Inventar-Nr. VO.6, verkauft am 2. Februar 1973                                                |
| fehlt                      | Roger de La Fresnaye              | Stillleben mit Orangen und Zitronen       | unbekannt                 | Öl auf Leinwand        | 41 × 46 cm                   | 1956          | Bührle-Inventar-Nr. VO.19, verkauft am 21. Februar 1973                                              |
| fehlt                      | unbekannt (Toskana)               | Heiliger Sebastian                        | Ende 15. Jahrhundert      | Holz                   | unbekannt                    | 1955          | Bührle-Inventar-Nr. VO.P3, verkauft 1975                                                             |
| urheberrechtlich geschützt | André Derain                      | Kirche von Chatou                         | 1909                      | Öl auf Leinwand        | 89 × 116 cm                  | 1955          | Bührle-Inventar-Nr. 38, verkauft am 2. Februar 1976                                                  |
| fehlt                      | Willem Kalf                       | Am Ziehbrunnen im Hof                     | unbekannt                 | Öl auf Holz            | 36 × 27,5 cm                 | 1954          | Bührle-Inventar-Nr. VO.12, verkauft 1977                                                             |
| fehlt                      | Philips de Koninck                | Jägerbursche im Wirtshaus                 | 1649                      | Öl auf Holz            | 36,5 × 28,5 cm               | 1955          | Bührle-Inventar-Nr. VO.13, verkauft 1977                                                             |
| fehlt                      | Théodore Rousseau                 | Strasse nach Fontainebleau bei Juvisy     | 1840/1850                 | Öl auf Leinwand        | 45 × 26,5 cm                 | 1955          | Bührle-Inventar-Nr. VO.16, verkauft 1981                                                             |
|                            | Camille Pissarro                  | Schwarze Frau mit einem Krug auf dem Kopf | 1884/1855                 | Öl auf Holz            | 33 × 24 cm                   | 1943          | Bührle-Inventar-Nr. 120, verkauft 1999                                                               |
| fehlt                      | Édouard Vuillard                  | Weiblicher Akt auf dem Sofa               | 1910/1911                 | Leimfarbe auf Leinwand | 140 × 125 cm                 | 1955          | Bührle-Inventar-Nr. 115, verkauft 1999                                                               |
| urheberrechtlich geschützt | Henri Matisse                     | Lesende                                   | 1919                      | Öl auf Karton          | 41 × 33 cm                   | 1953          | Bührle-Inventar-Nr. 66, verkauft 2000                                                                |
| fehlt                      | Raoul Dufy                        | Strand                                    | 1922/1923                 | Öl auf Leinwand        | 65 × 81 cm                   | 1952          | Bührle-Inventar-Nr. 40, verkauft 2000                                                                |
| fehlt                      | unbekannt (Oberitalien)           | Thronende Muttergottes                    | um 1300                   | Öl auf Holz            | 77 cm Höhe                   | 1953          | Bührle-Inventar-Nr. VO.P4, verkauft 2016                                                             |